# Ruta Provincial 1003 (Buenos Aires)
La Ruta Provincial 1003 es una carretera pavimentada interurbana de 13 km de extensión ubicada en la Zona Oeste del Gran Buenos Aires, en Argentina.

## Recorrido

### Morón
Comienza en la ruta provincial 17 (calle Baradero) en la localidad de Morón, para luego cruzar la plazoleta Héroes del Crucero Gral. Belgrano (conocida localmente como «rotonda de Texalar»), ubicada en la intersección con la ruta provincial 1001 (avenida Eva Perón). Luego atraviesa las vías del Ferrocarril Belgrano Sur en cercanías de la estación Merlo Gómez.
En noviembre de 2019 se incorporó un carril más por sentido de circulación entre la avenida Eva Perón y la estación Merlo Gómez.

### Merlo
Al cruzar la calle Coronel Rafael Hortiguera ingresa en el partido de Merlo, donde finaliza a un lado del cementerio Santa Mónica, en empalme con la ruta provincial 21.

## Localidades
Las localidades por las que pasa esta ruta son:
- Partido de Morón: Morón, Castelar
- Partido de Merlo: Libertad, Pontevedra

## Nomenclatura municipal
Los nombres que toma la ruta según el distrito son los siguientes:
- Partido de Morón: av. Callao
- Partido de Merlo: av. Bella Vista, Montes de Oca